# Список высших учебных заведений Новгородской области
В список высших учебных заведений Новгородской области включены образовательные учреждения высшего и высшего профессионального образования, находящиеся на территории Новгородской области и имеющие действующую лицензию на образовательную деятельность. Список вузов приведён в соответствии с данными сводного реестра лицензий, в список филиалов включены организации, участвовавшие в мониторинге Министерства образования и науки Российской Федерации 2016 года. По состоянию на 31 октября 2016 года в Новгородской области действующую лицензию имели 1 вуз и 6 филиалов.
Филиалы вузов, головные организации которых находятся в иных субъектах федерации, сгруппированы в отдельном списке. Порядок следования элементов списка — алфавитный.

## Список высших образовательных учреждений
| Название                                                        | Категория       | Статус      | Год основания | Месторасположение | Число студентов |
| --------------------------------------------------------------- | --------------- | ----------- | ------------- | ----------------- | --------------- |
| Новгородский государственный университет имени Ярослава Мудрого | государственный | университет | 1993          | Великий Новгород  | 7884            |

## Список филиалов высших образовательных учреждений
| Название                                                                                     | Категория         | Статус      | Год основания | Месторасположение | Месторасположение головной организации | Число студентов |
| -------------------------------------------------------------------------------------------- | ----------------- | ----------- | ------------- | ----------------- | -------------------------------------- | --------------- |
| Новгородский филиал Российского университета кооперации                                      | негосударственный | университет | 2006          | Великий Новгород  | Мытищи                                 | 232             |
| Новгородский филиал Российской академии народного хозяйства и государственной службы         | государственный   | академия    | 1998          | Великий Новгород  | Москва                                 | 784             |
| Новгородский филиал Санкт-Петербургского института управления и права                        | негосударственный | институт    | 2000          | Великий Новгород  | Санкт-Петербург                        |                 |
| Новгородский филиал Современной гуманитарной академии                                        | негосударственный | академия    |               | Великий Новгород  | Москва                                 | 1478            |
| Филиал в Великом Новгороде Российского государственного гуманитарного университета           | государственный   | университет | 2000          | Великий Новгород  | Москва                                 |                 |
| Филиал в Великом Новгороде Санкт-Петербургского государственного экономического университета | негосударственный | университет | 1997          | Великий Новгород  | Санкт-Петербург                        | 885             |